# Racó de l'Oix
El Racó de l'Oix és un barri de Benidorm (la Marina Baixa), al País Valencià. Es troba just on acaba la platja de Llevant i comença la Serra Gelada. Es tracta del barri més gran de la ciutat i on es concentra el major nombre de gratacels.

## Orígens i etimologia
Originàriament, el Racó de l'Oix era la cantonada que es formava entre la platja i la serra, que donava nom a la partida. Posteriorment, amb la urbanització de la zona, el Racó s'ha convertit en un barri que alberga edificis de gran altura.
Tot i que actualment no queda cap resta de la raó de ser del topònim, es pensa que en aquest indret s'embassaven les aigües dels temporals. Es formaven xicotets estanys que s'escalfaven i produïen oix (fàstic, nàusees).